# Ouachita Mountains
De Ouachita Mountains zijn een gebergte in de Amerikaanse staten Arkansas en Oklahoma.
De Ouachita Mountains (spreek uit als Wah-shi-ta) vormden zich tijdens het carboon zo'n 300 miljoen jaar geleden ten gevolge van de noordwaartse beweging van het Zuid-Amerikaanse continent in de richting van Noord-Amerika. De bergen, eens zo hoog als de Rocky Mountains, zijn sindsdien door erosie afgevlakt en hebben hun ruige karakter deels verloren.
De Ouachita Mountains staan bekend om hun natuurschoon. Onder andere het Hot Springs National Park en de Ouachita National Forest zijn hier te vinden. Rond Mount Ida wordt veel kwarts gevonden.